# Глазков, Василий Егорович
Васи́лий Его́рович Глазков (13 января 1925 — 14 февраля 1987) — участник Великой Отечественной войны, наводчик орудия 369-го отдельного истребительно-противотанкового дивизиона 263-й стрелковой дивизии 43-й армии 3-го Белорусского фронта, сержант. Герой Советского Союза.

## Биография
Родился 13 января 1925 года в с. Ракша (ныне — Моршанского района Тамбовской области) в семье рабочего. Русский.
Образование начальное. Работал слесарем Ракшинского промкомбината.
В Красной Армии с января 1943 года, в действующей армии с сентября 1943 года.
Наводчик орудия 369-го отдельного истребительно-противотанкового дивизиона сержант Василий Глазков отличился в боях на территории Литовской ССР, а также в Восточной Пруссии. Огнём своего орудия уничтожил 2 дзота, 7 танков, 3 пулемёта и более взвода солдат противника.
После войны был демобилизован, вернулся на родину. Член КПСС с 1945 года. Работал экспедитором в Моршанском райпотребсоюзе.
Умер 14 февраля 1987 года, похоронен в родном селе.

## Награды
- Звание Героя Советского Союза присвоено 19 апреля 1945 года.
- Награждён орденами Ленина, Отечественной войны 1 степени, Красной Звезды и орденом Славы 3 степени, а также медалями, в числе «За отвагу» и «За боевые заслуги».
- Почётный гражданин Моршанского района[1].

## Память
- В Ракшинской СОШ есть уголок Боевой Славы, в котором оформлен стенд Глазкова Василия Егоровича[2].